# Léon Bloch
Pour les articles homonymes, voir Bloch.
Léon Bloch est un philosophe et physicien français né le 18 juillet 1876 à Soultz-Haut-Rhin et mort le 11 avril 1947 à Paris 7e.  Il traduit et introduit en France de la théorie des quanta. Il est le frère du physicien Eugène Bloch.

## Biographie
Léon Bloch était le fils d’Émile Bloch, rubannier, né à Soultz le 27 mai 1844, et de Pauline Didisheim, née à Saint-Imier en Suisse, le 17 avril 1842, elle-même fille de Aaron Léon Didisheim. 
Le frère de Léon était le physicien Eugène Bloch. 
Léon Bloch est sorti de l’École normale supérieure (promotion L 1894) comme agrégé de philosophie en 1899. 
Il s’était rapproché des sciences par son sujet de thèse : La Philosophie de Newton. Il a soutenu cette thèse en 1908 à Paris, complétée par une thèse d'État, intitulée Les Origines de la théorie de l'éther et la physique de Newton. 
Il est aussi un traducteur et introducteur en France de la théorie des quanta.
Léon Bloch était modeste et se contenta d’un poste d’assistant à la Sorbonne, pour travailler aux côtés de son frère. Il fut emprisonné sur ordre du gouvernement de Vichy mais survécut, contrairement à ce dernier. Miné par le chagrin, il mourut en 1947.

## Distinctions
- Chevalier de la Légion d'honneur[Quand ?].

## Publications
- La Philosophie de Newton, Paris, Félix Alcan, 1908.
- Les Origines de la théorie de l'éther et la physique de Newton, Paris, Félix Alcan, 1908.
- Recherches sur les actions chimiques et l'ionisation par barbotage, Paris, Gauthier-Villars, 1910.
- Principes de la technique de l'éclairage, Paris, Gauthier-Villars, 1911.
- Précis d'électricité théorique, Paris, Gauthier-Villars, 1919.
- Le Principe de la relativité et la théorie d'Einstein, Paris, Gauthier-Villars, 1922.
- Ionisation et résonance des gaz et des vapeurs, Paris, Journal de physique, 1925.
- Structure des spectres et structure des atomes, Paris, 1930.
- Sources de lumière ultra-violette à spectre continu, avec Daniel Chalonge et Henri Volkringer, 1931.
- Précis d'électricité théorique, seconde édition revue et corrigée, Paris, Gauthier-Villars, 1933.
- Spectres ultra-violets extrêmes du zinc et du cadmium, avec Eugène Bloch, Paris, Masson, 1936.
- Extension du spectre du mercure dans l'ultra-violet extrême, avec Eugène Bloch, Paris, Masson, 1936.
- Spectre d'étincelle de l'argent dans le vide, avec Eugène Bloch et Li Kouang Tao, Paris, Masson, 1943.

## Archives
- La bibliothèque de l'École normale supérieure de la rue d'Ulm conserve les archives de la famille Bloch[6]. Un fonds complémentaire d'Hélène Bloch, la femme d'Eugène Bloch, est conservé à La Contemporaine[7].